# 華盛頓州第八國會選區
華盛頓州第八國會選區是美国华盛顿州的國會選區之一，當前眾議員為民主黨的基姆·施里爾，2019年上任至今。